# 猿面天蛾属
猿面天蛾属（学名：Megacorma）是鱗翅目天蛾科的一属，主要特征是胸部背面杂有灰色毛，下方有弯月形眉纹及由黑蓝色相间的色斑组成的猿面形图案。

## 物種
猿面天蛾属包括以下五個物種：
- Megacorma hoffmani Eitschberger, 2007
- Megacorma iorioi Eitschberger, 2003
- 猿面天蛾 Megacorma obliqua (Walker, 1856)
- Megacorma remota Jordan, 1924
- Megacorma schroederi Eitschberger, 1999

## 外部連結
- 維基物種上的相關：猿面天蛾属